# کاترین فرو
کاترین فرو (فرانسوی: Catherine Frot‎؛ زادهٔ ۱ مهٔ ۱۹۵۶) هنرپیشه اهل فرانسه است. وی از سال ۱۹۷۵ میلادی تاکنون مشغول فعالیت بوده‌است.
از فیلم‌هایی که وی در آنها نقش داشته‌است می‌توان به عموی آمریکایی‌ام، پاپاراتزی، شوشو، بازی شام و مارگریت اشاره کرد.